# خوسيه كارلوس بيرغوس
خوسيه كارلوس بيرغوس (بالإسبانية: José Carlos Burgos) هو مدرب كرة قدم ولاعب كرة قدم باراغواياني، ولد في 16 يونيو 1983 في أسونسيون في باراغواي. لعب مع سبورتيفو لوكوينو.

## وصلات خارجية
- خوسيه كارلوس بيرغوس على موقع قاعدة بيانات كرة القدم.إي يو (الإنجليزية)
- خوسيه كارلوس بيرغوس على موقع Soccerway.com (الإنجليزية)